# Tactique du hit-and-run

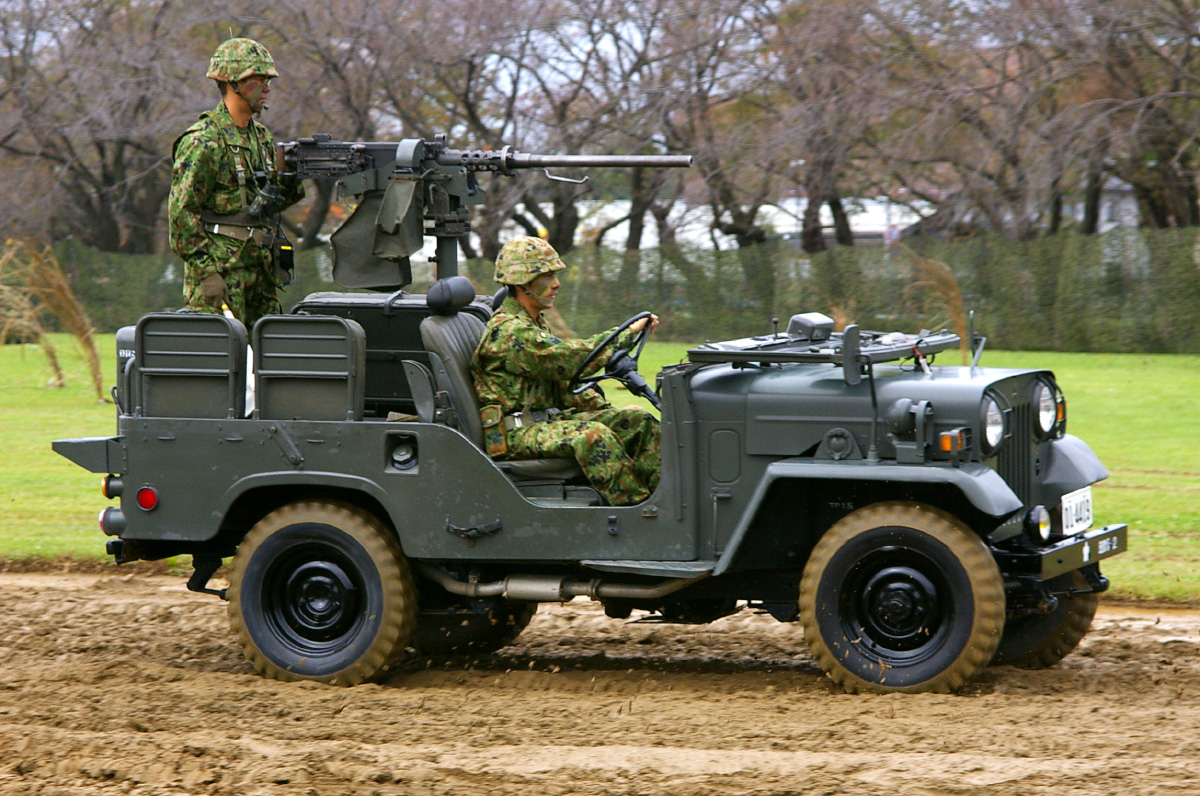
Un camion léger militaire de la Force terrestre d'autodéfense japonaise armé d'une mitrailleuse lourde pour les opérations de harcèlement anti-personnel.

La tactique du hit-and-run est une tactique militaire consistant à réaliser de courtes attaques surprises, puis à se retirer avant que l'ennemi ne puisse contre-attaquer.

## Principe
Le but n'est pas de vaincre l'ennemi de façon décisive ou de capturer un territoire, mais d'affaiblir les forces ennemies au fil du temps par des raids, du harcèlement et des escarmouches et de limiter les risques pour les forces amies. Ces tactiques peuvent également exposer les faiblesses défensives de l'ennemi et avoir un effet psychologique sur le moral de l'ennemi.
Le hit-and-run est une tactique privilégiée lorsque l'ennemi dépasse la force d'attaque et que tout combat soutenu doit être évité, comme dans le cas de la guérilla, de résistance et du terrorisme. Cependant, les forces de l'armée régulière emploient souvent des tactiques de hit-and-run à court terme, généralement en préparation d'un engagement ultérieur à grande échelle avec l'ennemi lorsque les conditions sont plus favorables. Il s'agit par exemple d'attaques de commandos ou d'autres forces spéciales, de reconnaissances en force ou de sorties depuis une forteresse, un château ou un autre point fort. Les tactiques de frappe et de fuite étaient également utilisées par les archers à cheval légèrement armés, typiques des peuples des steppes eurasiennes, qui y excellaient. Cela est particulièrement vrai pour les troupes qui ne faisaient pas partie d'une grande armée (comme les reconnaissances militaires), mais il était courant de les voir employées de cette manière même au sein d'une force importante.

## Histoire

### Armée romaine
Les Romains ont rencontré cette tactique pour la première fois lors de la guerre lusitanienne, au cours de laquelle les Lusitaniens utilisaient la tactique appelée concursare (« bousculade »). Elle consistait à charger en avant contre les lignes ennemies, pour se replier après un bref affrontement ou sans affrontement, qui était suivi d'autres attaques dans une cadence similaire. Les Lusitaniens poussaient les armées romaines à rompre leur formation et à les poursuivre, les conduisant à des pièges et des embuscades.

### Moyen Âge

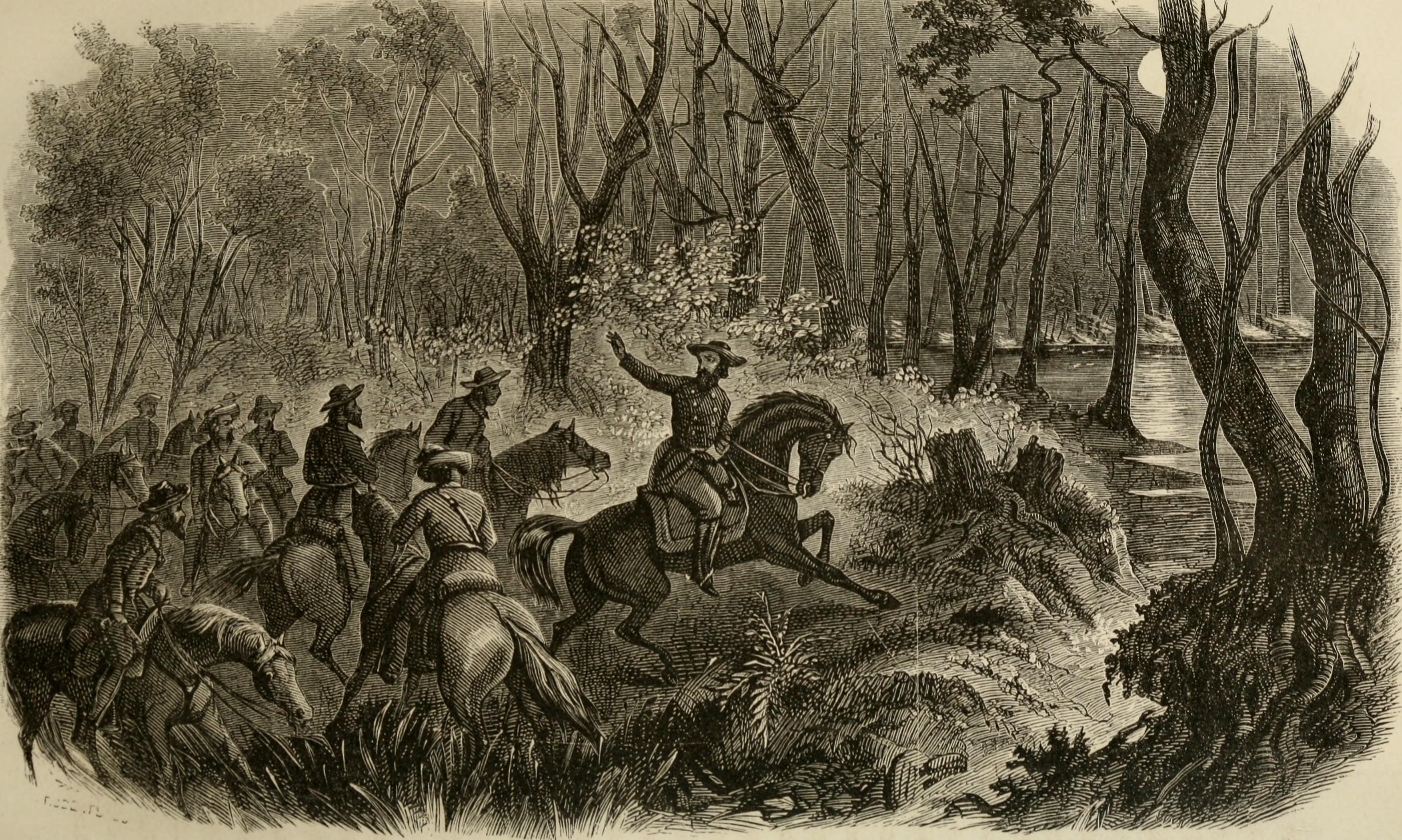
La cavalerie de Jeb Stuart a effectué une série de raids autour de l'armée de George McClellan lors des batailles des Sept Jours en utilisant des tactiques du hit-and-run.

La victoire des Seldjoukides sur l'Empire byzantin à la bataille de Manzikert a été précédée d'attaques en rafale de la cavalerie seldjoukide, qui ont semé la confusion dans l'armée byzantine et se sont avérées fatales lorsque celle-ci a commencé à battre en retraite. De la même manière, les archers à cheval perses parthes et sassanides ont ouvert la voie à l'attaque de leurs cataphractes, qui ont remporté des victoires décisives à la bataille de Carrhes et à la bataille d'Édesse. L'utilisation de la tactique du hit-and-run remonte à une époque encore plus ancienne, celle des Scythes nomades d'Asie centrale, qui l'utilisèrent contre l'Empire perse achéménide de Darius le Grand et, plus tard, contre l'Empire macédonien d'Alexandre le Grand.

### Guerres intercoloniales
En Amérique du Nord, les Français, largement inférieurs en nombre, ont fait un usage efficace du hit-and-run lors des différentes guerres intercoloniales.

### XXesiècle
Lors de la guerre d'indépendance turque, les Turcs ont combattu les Grecs par des tactiques de hit-and-run avant qu'une armée régulière ne soit mise en place. Les Marathas sous Shivaji et ses successeurs ont également eu recours à des tactiques de hit-and-run contre l'empire moghol.
Pendant la guerre du Viêt Nam, les forces du Viet Cong ont utilisé la tactique du hit-and-run avec une grande efficacité contre les forces militaires américaines.
La tactique a également été utilisée en Afghanistan par les forces rebelles pendant la guerre d'Afghanistan.

### XXIesiècle
Divers groupes d'insurgés irakiens ont également utilisé la tactique du hit-and-run contre les forces de sécurité irakiennes et les forces de la coalition dirigée par les Américains en Irak.

## Autres définitions

### Économie
Le terme « hit-and-run » est également utilisé en économie pour décrire une entreprise qui entre sur un marché pour profiter de bénéfices anormaux, puis le quitte. Cette tactique peut être observée sur un marché contestable.